# Cimetière des Saints-Pères
Le cimetière des Saints-Pères également appelé cimetière de la Charité est un ancien cimetière qui était situé rue des Saints-Pères dans l'actuel 7e arrondissement de Paris.

## Situation
Le cimetière des Saints-Pères était situé no 30 rue des Saints-Pères.

Emplacement du cimetière des Saint-Pères
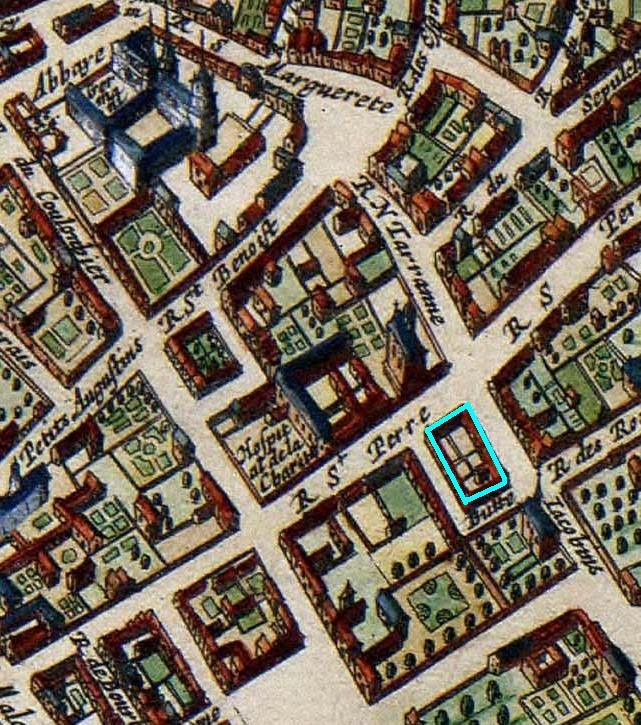
Sur un plan de 1657.
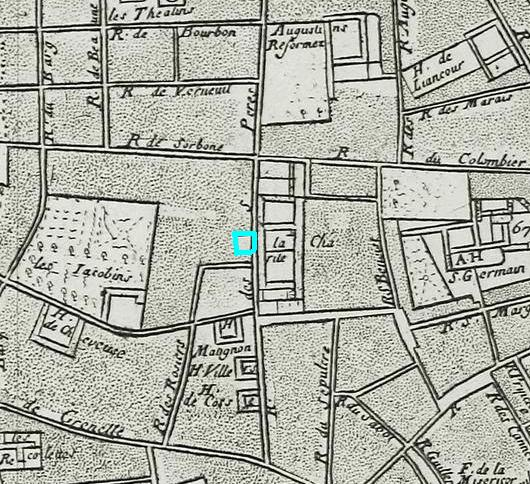
Sur un plan de 1676.

## Historique

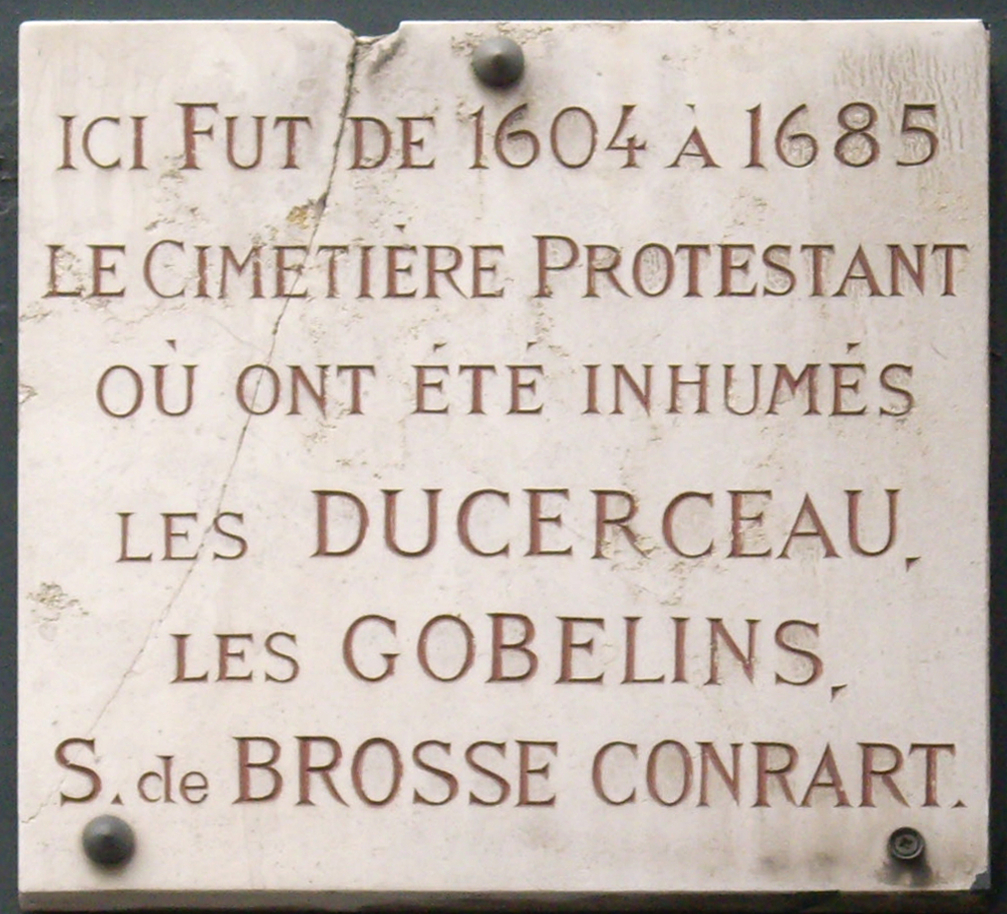
Plaque 30 rue des Saints-Pères.

Après avoir été obligés de quitter le cimetière Saint-Germain, en 1604, les protestants achetèrent à Joachim Meurier, un maître orfèvre de la Cité, un jardin de forme rectangulaire situé dans la rue des Saints-Pères. Ce terrain de 13 toises par 23 toises environ s'appuyait sur la butte du moulin du Pré-aux-Clercs. Les premières inhumations commencèrent le 21 mars 1604 et durèrent jusqu'à la révocation de l'édit de Nantes en 1685.
Après cette date, il fut affecté à l'hôpital de la Charité, qui l'utilisa jusqu'en 1785, et il prit le nom de cimetière de la Charité. Ce cimetière, clos d'un mur de 3 m de hauteur, recevait en moyenne un mort par jour. 
Désaffecté en 1785, comme tous les cimetières intra-muros, sur ordre de l'inspecteur général des carrières Charles-Axel Guillaumot, les restes secs (c'est-à-dire les ossements qui se trouvaient dans les charniers, et les tombes, sur une profondeur d'un mètre cinquante) furent transférés dans les anciennes carrières transformées en catacombes situées sous le lieu-dit de la Tombe-Issoire. On estime donc que les restes de 80.000 à 100.000 morts inhumés dans ce cimetière, dont le corps de Valentin Conrart (1603-1675), cofondateur et premier secrétaire perpétuel de l'Académie française, ont été transférés dans les catacombes.

## Personnalités inhumées
- Jacques II Androuet du Cerceau († 1614)
- Barthélemy de Brosse (architecte)
- Jacob Bunel  († 1614)
- Membres de la famille de Caus
  - Isaac de Caus  († 1648)
- Membres de la famille Conrart
  - Valentin Conrart († 1675)
- Membres de la famille Duberceau
- Charles de Guilhem ou Guilhen, sieur de La Roche († 7 mars 1682), père de la femme de lettres Anne de La Roche-Guilhem ou Guilhen (1644-1707)
- Membres de la famille Gobelins
- Membres de la famille de La Planche
- Barthélemy Prieur († 1611)
- Membres de la famille de Rambouillet
- Marthe Renaudot († 1639) épouse de Théophraste Renaudot
- Louis Testelin (1615-1655), peintre

## Sources et bibliographie
- Les cimetières protestants
- Les deux cents cimetières du Vieux Paris par Jacques Hillairet
- L'Oratoire du Louvre et les protestants parisiens par Philippe Braunstein
- Les morts, l'Église et l'État Par Jacqueline Thibaut-Payen
- Dictionnaire historique des rues de Paris par Jacques Hillairet